# Bangassou (subprefektur)
Bangassou är en subprefektur i Centralafrikanska republiken.   Den ligger i prefekturen Mbomou, i den sydöstra delen av landet, 500 km öster om huvudstaden Bangui. Antalet invånare är 35 305.
I omgivningarna runt Bangassou växer i huvudsak städsegrön lövskog. Runt Bangassou är det glesbefolkat, med 9 invånare per kvadratkilometer.